# Ritchie Boys

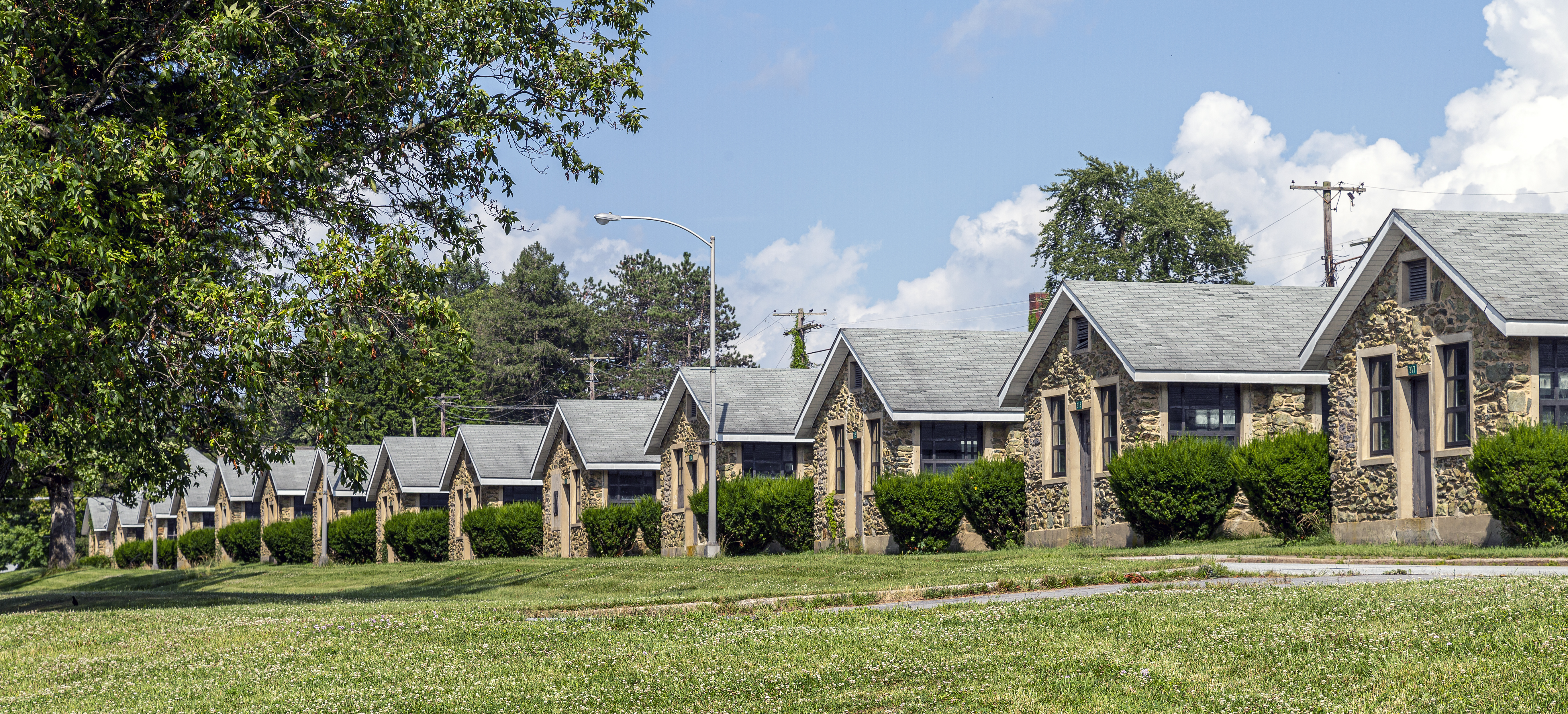
Kasernengebäude in Fort Ritchie, Maryland, USA

Als Ritchie Boys bezeichnet man die Absolventen des Military Intelligence Training Center, der Feldnachrichtentruppe der US Army, Camp Ritchie genannt, dem Ausbildungszentrum der United States Army während des Zweiten Weltkriegs. Viele Ritchie Boys waren bei der Landung der Alliierten in der Normandie beteiligt. Im Kampf gegen die Wehrmacht und in den Nürnberger Kriegsverbrecherprozessen spielten Ritchie Boys aufgrund ihrer Sprachkenntnisse eine herausragende Rolle. Die etwa 9000 Teilnehmer waren vorwiegend junge Emigranten aus Deutschland und Österreich, meist Juden, die in den Vereinigten Staaten eine neue Heimat gefunden hatten.

## Geschichte
In Camp Ritchie, Maryland, wurden die Ritchie Boys mit einem speziellen Trainingsprogramm auf ihren Einsatz in Europa vorbereitet. In Zusammenarbeit mit den amerikanischen Streitkräften sollten sie Deutschland besetzen. Als Deutschland den USA den Krieg erklärte, wurden die „Ritchie Boys“ zu einem kriegswichtigen Teil der alliierten Armee. Sie kannten die psychische Befindlichkeit der Deutschen und sprachen ihre Sprache. Ihr Aufgabengebiet bestand darin, den Gegner zu erforschen, zu demoralisieren und somit zur bedingungslosen Kapitulation zu bewegen. Zu diesem Zweck erlernten sie im Camp Ritchie u. a. Methoden der modernen psychologischen Kriegführung.
Die ersten Ritchie Boys trafen ab dem Folgetag des D-Day nach den Landungstruppen mit den anderen alliierten Truppen in Europa ein. Kurz nach Erreichen des Festlandes verließen sie ihre eigentlichen Einheiten und verfolgten ihre Spezialaufgaben, darunter die, die Alliierten mit wichtigen Informationen über ihren Gegner zu versorgen. Systematisch wurden Kriegsgefangene und Überläufer verhört, meist in Gefangenenlagern direkt hinter der Front. So konnten die Ritchie Boys Informationen über Truppenstärke, Truppenbewegungen und die physische und psychische Situation der Deutschen an die Alliierten weitergeben.
Wie Guy Stern in seinen 2022 auf Deutsch veröffentlichten Erinnerungen berichtet, reichte die Truppenführung zahlreiche Anfragen an die Ritchie Boys weiter, etwa nach exakten Koordinaten von reichsdeutschen Fabriken und Produktionsanlagen, die diese möglichst unauffällig bei den Gefangenen zu recherchieren hatten. Hilfreich bei den Verhören war ein Nachschlagewerk „Order of Battle of the German Army“, in dem die vormaligen Einsatzräume aller deutschen Großverbände und deren Kommandeure verzeichnet waren. Der psychologische Trick, nicht aussagewillige deutsche Soldaten an die Russen zu überstellen – dazu spielte der Ritchie Boy Guy Stern einen uniformierten russischen Kommissar – brachte viele dazu, Aussagen zu machen.
Viele bekannte Persönlichkeiten wurden im Camp Ritchie ausgebildet, darunter der schon genannte Guy Stern, der für die US-Army rund 1.500 der meist deutschen und französischen Emigranten für diese Spezialaufgabe ausbildete, die dann in 6-Mann-Trupps den G2-Kommandostellen Militärisches Nachrichtenwesen von Großverbänden unterstellt wurden. Weitere bekannte Angehörige der Ritchie Boys waren Hans Habe, Stefan Heym, Hanuš Burger, David Robert Seymour, Victor Brombert, Werner Angress und Georg Kreisler. Auch Klaus Mann war für knapp einen Monat im Camp stationiert. Er wurde dort sogar zum Staff Sergeant befördert, durfte dann aber doch nicht mit dem Truppentransport im Mai 1943 zur Landung auf Sizilien (Operation Husky) auslaufen, weil er zu diesem Zeitpunkt noch keine amerikanische Staatsbürgerschaft besaß; erst Anfang 1944 wurde er der 5. US-Armee zugeteilt und in Süditalien eingesetzt.
Ritchie Boys waren aber auch weniger bekannte Personen wie Joachim von Elbe, Kurt Klein, Eric F. Ross oder Hans Spear. Joachim von Elbe, dessen Großmutter die Nichte von Felix-Mendelssohn-Bartholdy war, emigrierte aufgrund des zunehmenden Antisemitismus in Deutschland 1934 in die USA, wo er im Camp Ritchie ausgebildet wurde. Nach Ende des Zweiten Weltkriegs arbeitete von Elbe zunächst unter dem US-Hochkommissar John McCloy und später für die amerikanische Botschaft in Deutschland. Fritz Traugott (1919–1995) musste 1936 die Lichtwarkschule in Hamburg verlassen und konnte 1938 in die USA emigrieren. Als Angehöriger der Ritchie Boys kehrte er nach der Landung der Alliierten nach Europa zurück. Von Mitte 1945 an war Traugott mit seiner Einheit für einige Monate in Berlin im Haus der Wannseekonferenz einquartiert. Basierend auf Briefen und Erinnerungsstücken von ihm wurde dort am 19. Juni 2025 die Sonderausstellung „On the Roof of Himmler's Guesthouse. Die U.S. Army 1945 in Wannsee“ in Anwesenheit von Fritz Traugotts Kindern eröffnet.
Nach dem Krieg dolmetschten Ritchie Boys während der Nürnberger Kriegsverbrecherprozesse, besetzten in der US-Militärregierung wichtige Verbindungsstellen oder halfen beim Aufbau einer demokratischen Presselandschaft in Westdeutschland. Viele der Ritchie Boys machten zudem Karriere in Wirtschaft, Politik und Wissenschaft.
Obwohl diese Abteilung durch ihre Arbeit einen wichtigen Beitrag für den Erfolg der USA im Zweiten Weltkrieg leistete, blieb sie der Öffentlichkeit weitgehend unbekannt, bis sich der Dokumentarfilmer Christian Bauer 2004 ihrer Geschichte annahm.
Die meisten Dokumente betreffend Camp Ritchie waren im U.S. Nationalarchiv in St. Louis eingelagert. Bei einem Feuer im Jahr 1973 wurden beinahe 80 Prozent der Dokumente zerstört, sodass die Forschung sich seither überwiegend auf mündliche Informationen stützen muss.

## Film
- Die Ritchie Boys. Dokumentarfilm, 93 Min., Buch und Regie: Christian Bauer, Produktion: Tangram Christian Bauer Filmproduktion, Ko-Produktion: BR, WDR, MDR u. a., Uraufführung: 23. April 2004, Hot Docs Toronto
- Hass auf Hitler: Die Ritchie Boys. Kurzfassung, 45 Min., Erstausstrahlung ARD, 9. Mai 2005